# Gmina Frederika

Położenie Gminy Frederika w hrabstwie Bremer

Gmina Frederika (ang. Frederika Township) – gmina w USA, w stanie Iowa, w hrabstwie Bremer. Według danych z 2000 roku gmina miała 393 mieszkańców. 